# Kebab mit Alles
Kebab mit Alles ist ein österreichischer Fernsehfilm aus dem Jahr 2011 von Wolfgang Murnberger. Der Film wurde am 15. Dezember 2011 im ORF und am 20. Juli 2012 auf ARTE erstmals ausgestrahlt und 2017 mit Kebab extra scharf! fortgesetzt.

## Handlung
Johann Stanzerl, der Betreiber des Wiener Kaffeehauses Prinz Eugen, benannt nach Eugen von Savoyen, sieht sich von türkischen Geschäften und Lokalen umzingelt. Mit seiner heimischen Stammkundschaft und den traditionellen Mehlspeisen seiner Frau Sofie sieht er sich als letzte österreichische Bastion und betreibt das einzige noch verbliebene österreichische Lokal in seinem Grätzl. Nachdem der österreichische Schneider nebenan ebenfalls zusperrt, beschließt Johann das Lokal zu erweitern. Er unterzeichnet einen Pachtvertrag mit dem Besitzer, dem Grafen von Wildmannsdorf, und bezahlt ihm eine illegale Ablöse. Allerdings erweist sich der Graf als Schlitzohr, vor seiner Auswanderung nach Indonesien hat er dasselbe Geschäftslokal ein zweites Mal vergeben, und zwar an den türkischen Geschäftsmann Mustafa Öztürk. 
Als Johann die Mauer zum Geschäftslokal nebenan durchbrechen möchte taucht statt der von ihm erwarteten polnischen Pfuscherpartie Mustafa mit seiner Familie auf, der zeitgleich von seiner Seite beginnt die Mauer niederzureißen. Mustafa möchte mit seiner Frau Sabrie ein türkisches Spezialitätenlokal eröffnen und seinerseits Platz für eine Erweiterung schaffen. Allerdings hat Mustafa das ganze Haus vom Grafen gekauft und damit auch die Wohnung der Stanzerls. Zwischen Sofie und Sabrie entwickelt sich eine Freundschaft und als ein mobiler chinesischer Wok-Imbissstand vor Mustafa Haus und Johanns Cafe Prinz Eugen Halt macht, beginnen sich auch diese beiden gegen den Dritten zu verbünden. Allerdings droht Mustafa Johann mit einer Räumungsklage. Bei der Eröffnung von Mustafas Restaurant beginnt der Streit zwischen ihm und Johann zu eskalieren, es kommt zu einer Schlägerei zwischen Mustafas und Johanns Anhängerschaft, die mit Blaulicht-Einsatz von Polizei und Rettung endet. Johann und Mustafa schließen Frieden und einigen sich darauf, ihre beiden Geschäfte nebeneinander weiterzubetreiben.

## Produktion
Die Dreharbeiten fanden von 21. Februar bis 23. März 2011 statt, gedreht wurde in Wien. Drehorte waren unter anderem der Yppenplatz und die Brunnengasse. Produziert wurde der Film von der Allegro Film, beteiligt waren der Österreichische Rundfunk und ARTE. Für das Kostümbild zeichnete Martina List verantwortlich, für das Szenenbild Alexandra Maringer, für den Ton Heinz K. Ebner und für das Maskenbild Helene Lang und Michaela Sommer.

## Auszeichnungen
- 2012: Fernsehpreis der Österreichischen Erwachsenenbildung[5]
- 2012: Shanghai TV Festival: Magnolia Award für das beste Drehbuch und die beste Regie[5]

## Rezeption
Rainer Tittelbach  von tittelbach.tv meinte, dass der Film alle Vorurteile zwischen Österreichern und Türken auf den Tisch packe, auf eine nicht allzu menschelnde Weise für „ein respektvolles Nebeneinander der Kulturen“ plädiere und dabei trotz kleiner dramaturgischer Hänger auf hohem Multikulti-Komödien-Niveau unterhalte. Bei Erstausstrahlung auf ORF eins erreichte der Film 643.000 Zuschauer.